# Brian Ryckeman
Brian Ryckeman (né le 13 juillet 1984 à Ostende) est un nageur belge spécialisé dans les épreuves en eau libre. Il a participé  deux éditions des Jeux olympiques, en 2008 à Pékin et en 2012 à Londres terminant respectivement 7e et 16e sur le dix kilomètres. En 2013, il obtient la médaille d'argent aux Championnats du monde de Barcelone dans l'épreuve du 25 kilomètres.